# Istana Melawati

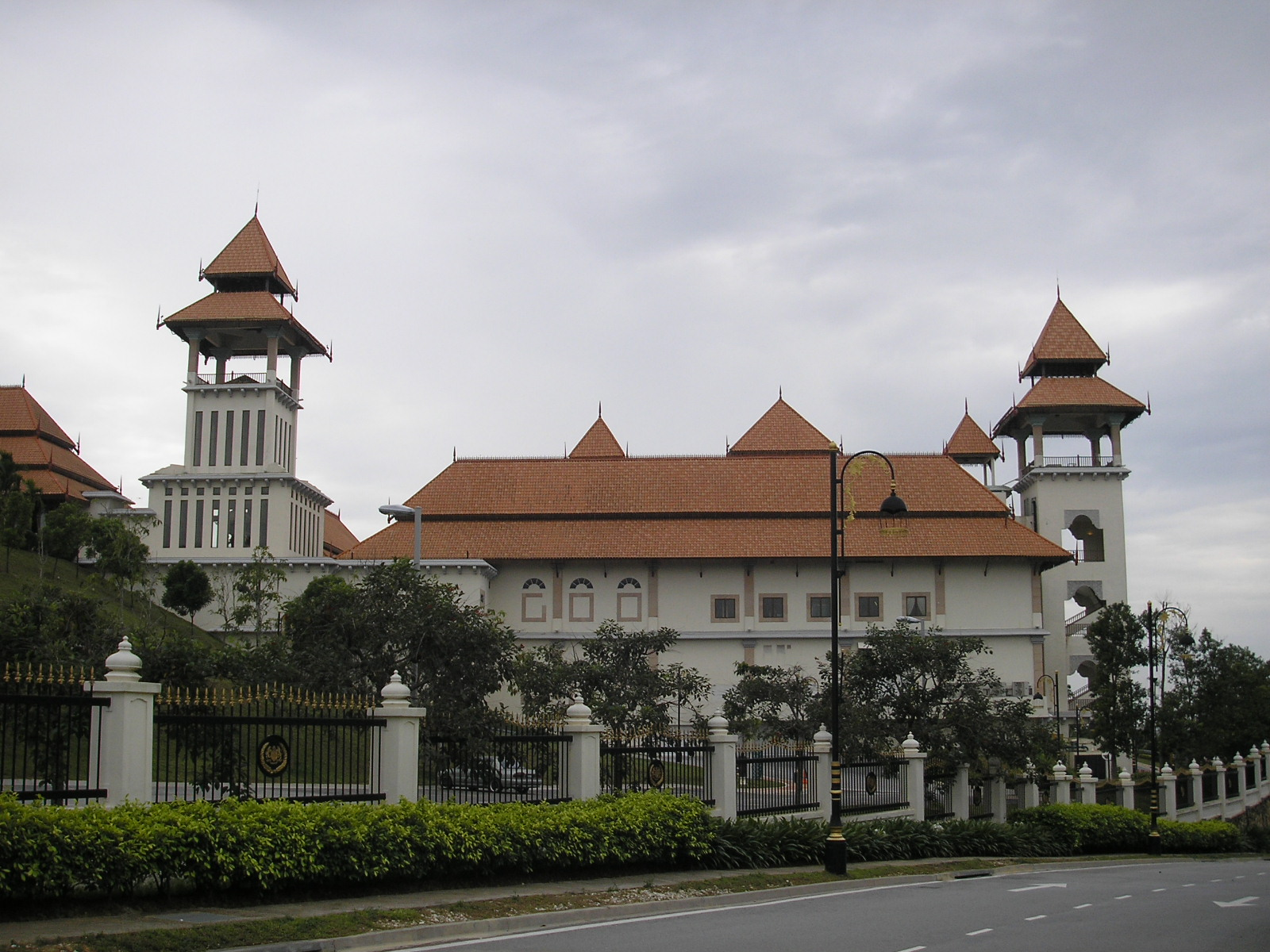
Istana Melawati

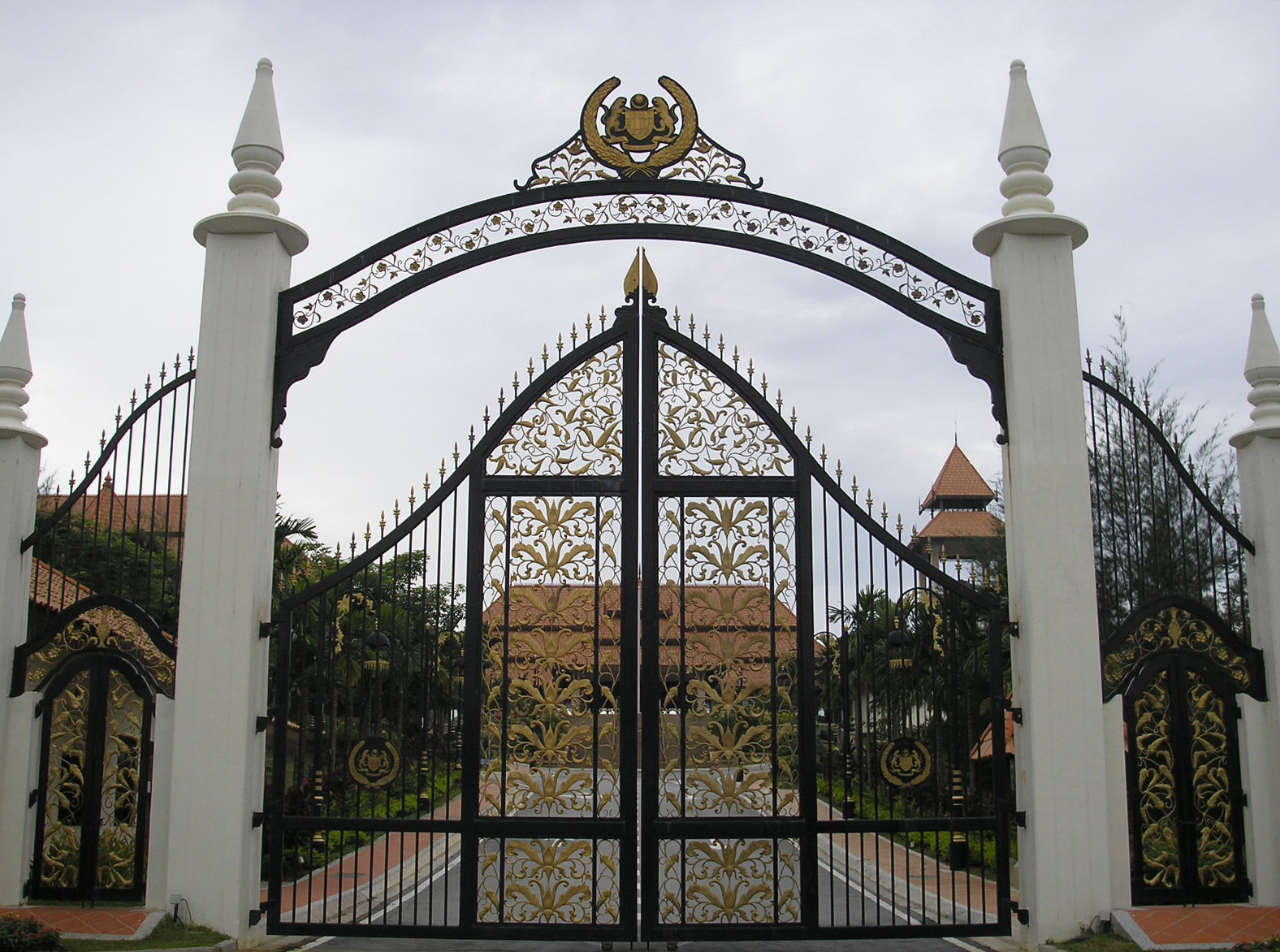
Haupttor zum Istana Melawati

Der Istana Melawati in Putrajaya ist neben dem Istana Negara in Kuala Lumpur die offizielle Residenz des Yang di-Pertuan Agongs, des Wahlkönigs von Malaysia. Mit dem Bau begann man 1999, fertiggestellt wurde das Gebäude 2002.
Koordinaten: 2° 56′ 43″ N, 101° 42′ 3″ O